# N899 (België)
De N899 is een verbindingsweg tussen Bouillon en Forrières. De route heeft een lengte van ongeveer 39 kilometer.
De weg begint bij de samenkomst van vijf wegen iets boven Bouillon waarvan de N89 en de N95 de belangrijkste zijn. De N899 doorkruist vele bosrijke gebieden en loopt langst diverse plaatsen waaronder de belangrijkste Paliseul en Tellin zijn. Het einde van de weg ligt in Forrières, waar hij aansluit op de N889.

## Plaatsen langs de N899
- Nollevaux
- Paliseul
- Maissin
- Transinne
- Tellin
- Wavreille
- Forrières